# Akraler Kälteprovokationstest
Die akrale Kälteprovokation dient der Differentialdiagnostik von Durchblutungsstörungen im Bereich der Hände oder Füße.

## Durchführung und Auswertung
Der Test wird standardisiert nach DIN ISO 14835-1 (2005-12) durchgeführt.

Wiedererwärmungsverlauf der Finger nach dem Kaltwasserbad

Nach einem Kaltwasserbad (12 °C, 5 Minuten) wird mittels Temperatursensoren oder mittels Infrarotthermografie die Fingerkuppentemperatur während der folgenden 25 Minuten gemessen. Anhand des Wiedererwärmungsverlaufs der Finger kann eine mögliche Durchblutungsstörung diagnostiziert werden:
- Erreicht ein Finger 28 °C erst nach 15 bis 25 Minuten, dann handelt es sich hier um eine mäßig verzögerte Wiedererwärmung.
- Man spricht von einer stark verzögerten Wiedererwärmung, wenn der Finger nach 25 Minuten noch keine 28 °C erreicht hat.

## Ursachen
Ein Grund für die verzögerte Wiedererwärmung der Finger kann die langjährige Arbeit mit hochfrequent vibrierenden Arbeitsmitteln, z. B. Motorkettensägen sein (siehe Humanschwingung). Diese chronische Schwingungserkrankung wurde 1977 als Weißfingerkrankheit unter der Nummer BK 2104 „Vibrationsbedingtes Vasospastisches Syndrom (VVS)“ in die Berufskrankheitenliste aufgenommen. Es handelt sich um eine Sonderform des Raynaud-Syndroms.